# Xenosporium cubense
Xenosporium cubense är en svampart som beskrevs av Hol.-Jech. 1988. Xenosporium cubense ingår i släktet Xenosporium och familjen Tubeufiaceae.   Inga underarter finns listade i Catalogue of Life.